# Our Private World
Our Private World è un serial americano, inedito in Italia. È stato il primo serial di prima serata nato da una soap opera, Così gira il mondo (As the World Turns).
Creato da Irna Phillips (Sentieri, Così gira il mondo) e William J. Bell (Febbre d'amore, Beautiful), fece la sua apparizione sugli schermi americani il 5 maggio 1965 e andò in onda il mercoledì prima e il venerdì poi per tutta l'estate. Il format era ispirato al serial di successo Peyton Place della ABC. L'ultimo episodio fu trasmesso il 10 settembre dello stesso anno. Protagonista assoluta del serial era Eileen Fulton nel ruolo di Lisa Miller Hughes, che l'attrice aveva interpretato in Così gira il mondo. In tutto, furono prodotti 38 episodi di mezz'ora l'uno.
La storia del serial prende le mosse in Così gira il mondo quando Lisa lascia il suo ex-marito Bob e suo figlio Tom e prende un treno per Chicago (mentre la voce fuori campo di Dan McCullough invita il pubblico a sintonizzarsi sulla CBS per seguire lo spin-off). Arrivata a Chicago, Lisa trova lavoro presso la sala d'attesa di un ospedale locale dove incontra il suo futuro marito John Eldredge (Nicolas Coster, che alcuni decenni più tardi interpreterà, in Così gira il mondo, Eduardo Grimaldi, settimo marito di Lisa). Con la cancellazione del serial, la Fulton e il suo personaggio torneranno a Così gira il mondo.
Circa 30 anni dopo, gli sceneggiatori di Così gira il mondo resusciteranno in parte la storia della Lisa di Our Private World. Infatti, farà la sua comparsa nella soap il figlio che Lisa aveva avuto a Chicago, Scott Eldridge, ma del quale gli spettatori di allora non erano stati messi a conoscenza perché - presumibilmente - Lisa aveva avuto il bambino nel periodo di transizione tra la fine del serial e il suo ritorno alla soap originale.